# Jetel červenavý

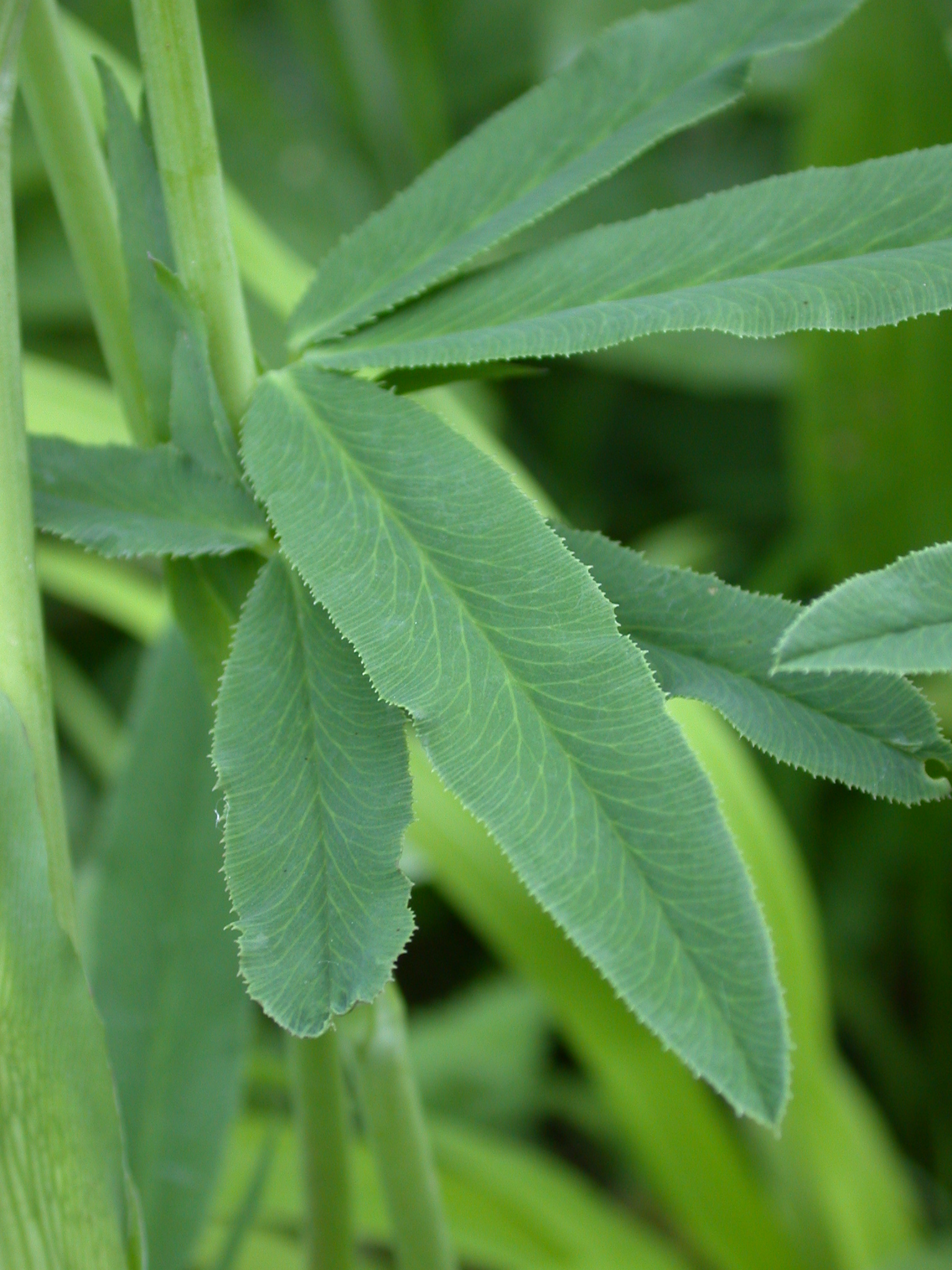
Listy

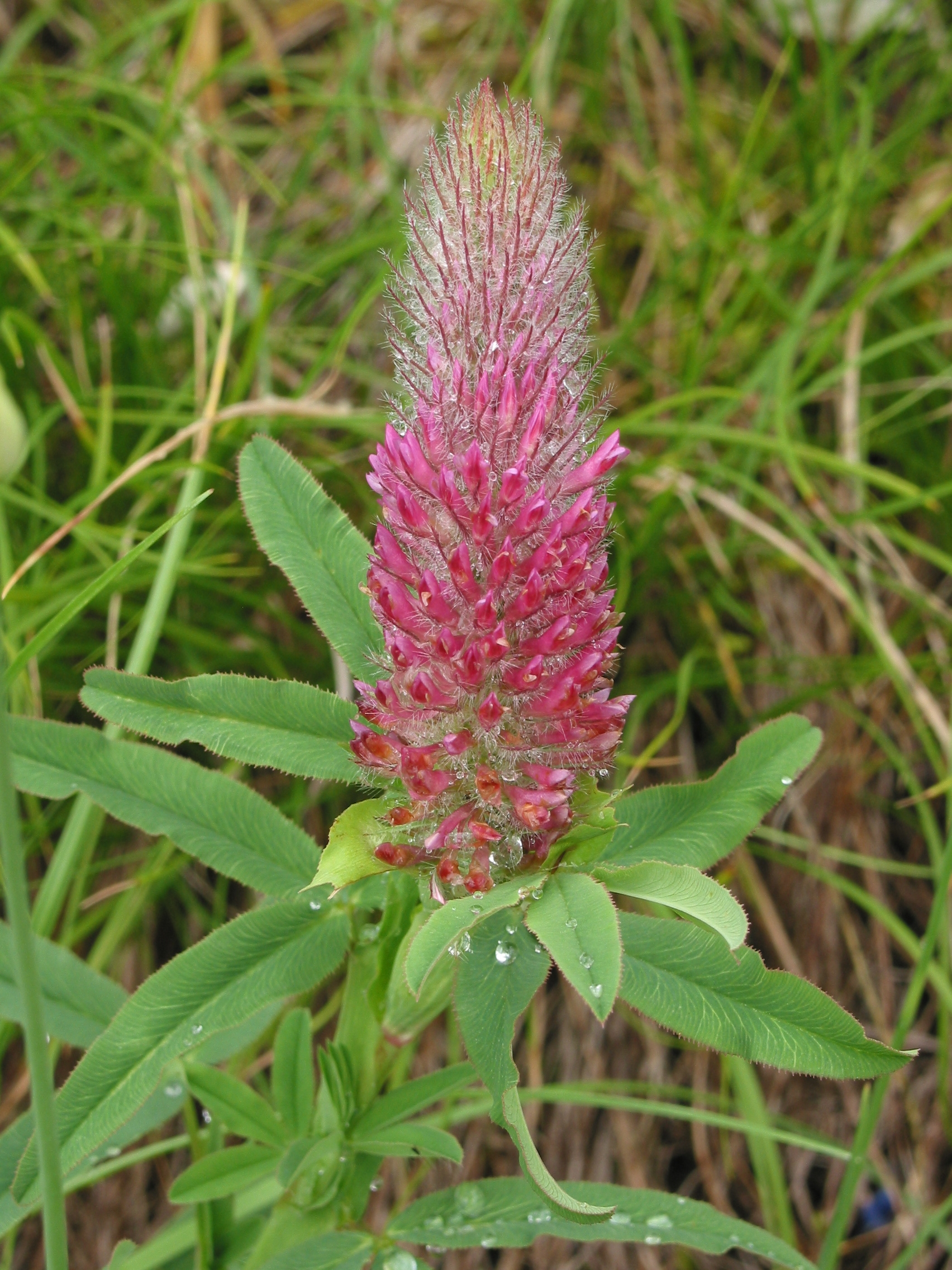
Květenství

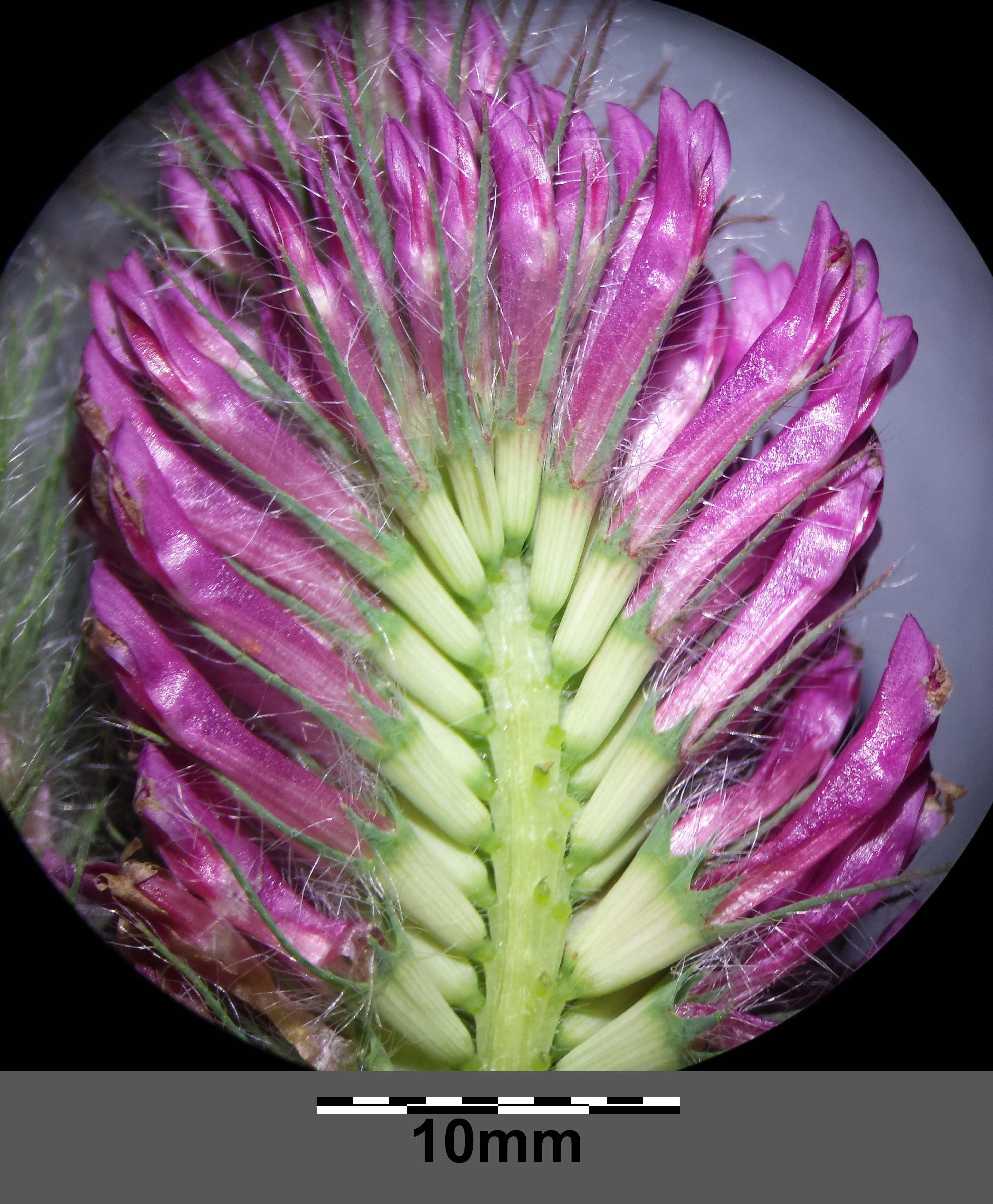
Řez květenstvím - hlávkou

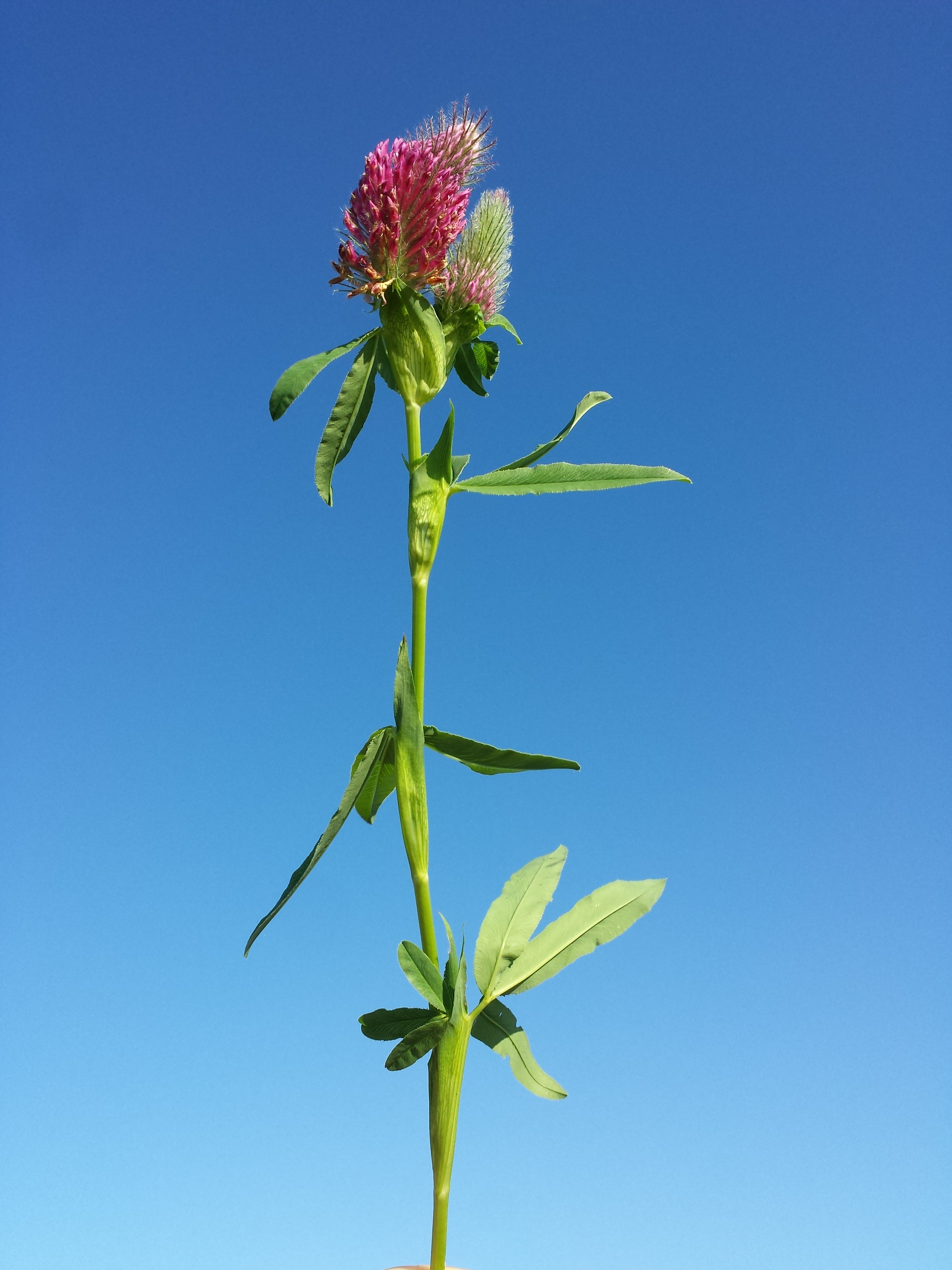
Habitus rostliny

Jetel červenavý (Trifolium rubens) je vytrvalá, purpurově kvetoucí, v trsech rostoucí rostlina, která v závislosti na stanovišti může vyrůst 20 až 60 cm vysoká. Tento druh je sice v Česku původní, ale není, podobně jako některé jiné druhy jetele, cíleně pěstován na krmivo. Postupně se stává rostlinou mizející z české přírody a je „Červeným seznamem ohrožených druhů České republiky“ z roku 2017 pokládán za ohrožený druh (C3), jeho samovolně vyrůstající rostliny jsou proto v ČR chráněné.

## Rozšíření
Bylina je původním druhem téměř v celé Evropě, vyjma Iberského poloostrova na jihozápadě a Britských ostrovů a Skandinávského poloostrova na severu. Na východě její areál zasahuje do evropské části Ruska a má přesah i do Turecka a Íránu na jihozápadě Asie a do severních a jižních oblastí podél Kavkazu.
V Česku roste jen roztroušeně až vzácně, výhradně v termofytiku a mezofytiku, v posledních desetiletích se jeho stanoviště z české krajiny rychle vytrácejí. V Čechách se vyskytuje hlavně v Českém krasu a Českém ráji, na Moravě v Moravském krasu, na Hané a v Bílých Karpatech. Nejvýše byl zaznamenán na Velké Javořině v 970 m n. m.

## Ekologie
Polykarpický hemikryptofyt rostoucí nejčastěji na slunných křovinatých i kamenitých stráních, na mezích podél světlých doubrav a dubohabřin i na jejich světlých mýtinách, případně na opuštěných vinicích. Občas se objeví i na aktivních pastvinách, kde je však rychle spasen a nemůže se namnožit. Vyskytuje se převážně na suchých neutrálních, lehkých, hlinitých nebo sprašových, na živiny bohatých půdách na bazickém podkladu, které mohou být částečně i kamenité. Roste především v teplých oblastech. Květy v jeho květenstvích postupně vykvétají od spodu, nejčastěji jsou rozvité v červnu a červenci. Rostliny bývají proměnlivé především ve tvaru listů i v odění.
Velmi dobře vzdoruje suchu, v jižní Evropě byly v minulosti činěny pokusy s polním pěstováním. Již první rok po výsevu je možná první seč, chutnou a výživnou píci poskytuje jen v mladém stavu, později jeho lodyhy dřevnatí a problematická je také tvrdost semen. Rostlina se rozmnožuje semeny. Počet chromozomů 2n = 16 a stupeň ploidie x = 2.

## Popis
Jetel červenavý je vytrvalá bylina s rozvolněným trsem vzpřímených lodyh, s dlouhými silnými kořeny a plazivými oddenky. Lodyhy vyrůstající z oddenků jsou přímé, 20 až 60 cm vysoké, jednoduché nebo jen chudě rozvětvené. Jsou střídavě porostlé leskle zelenými, řapíkatými, trojčetnými listy, které mají dlouhé kopinaté palisty s řapíky dlouze srostlé. Lysé, přisedlé, úzce eliptické až podlouhlé lístky jsou dlouhé od 40 po 85 mm, široké 10 až 15 mm, po obvodě bývají pilovité a jejich větvené žilky jsou obloukovitě prohnuté.
Květy dlouhé 15 mm jsou červenofialové či purpurové, přisedlé a vytvářejí krátce stopkatá květenství, zdánlivě koncové hlávky. Ty vyrůstají jednotlivě či zřídka po dvou, bývají dlouhé až 7 cm a široké 3 cm, zprvu jsou kulovité a později válcovitě protáhlé. Kalich oboupohlavných květů je patnácti až dvacetižilný, jeho pět nestejně dlouhých šídlovitých cípů je rezavě chlupatých. Pyskatá koruna je tmavě purpurová, vzácně bílá, její vejčitá pavéza je stejně dlouhá jako křídla a jen o málo delší než člunek. Dvoumocných tyčinek je v květu deset (9+1), jejich prašníky obsahují široce elipsoidní pylová zrna. Květy nejsou samosprašné a k opylení musí hmyzí opylovači, přilétající pro nektar, doručit na bliznu pyl z jiného květu.
Plody jsou hnědé obvejčité lusky (někdy nazývané nažky) s malým zobánkem. Jsou nepukavé, jednosemenné, na rostlině zůstávají dlouho a odpadávají částečně obalené suchým kalichem. Zploštělé vejčité či ledvinovité semeno je dlouhé asi 2 mm a široké 1,5 mm, bývá zbarveno pískově žlutě až hnědozeleně.

## Význam
Pro nenáročnost a dekorativní vzhled během doby kvetení je jetel červenavý doporučen k pěstování na okrasných záhonech i pro použití k řezu a do suchých vazeb. Jako pícnina je vhodný pro skot a koně, ale pouze v mladém stavu, později lodyhy dřevnatí a mohou zvířatům ublížit. Jetel červenavý poskytuje také nektar pro tvorbu medu, ovšem pouze hmyzu s dlouhým sosákem. Může se také zapravit do půdy jako zelené hnojivo, neboť symbiotické bakterie žijící na jeho kořenech přenesou do půdy získaný vzdušný dusík.